# Hyphantria pictipupa
Hyphantria pictipupa är en fjärilsart som beskrevs av Fitch 1857. Hyphantria pictipupa ingår i släktet Hyphantria och familjen björnspinnare. Inga underarter finns listade i Catalogue of Life.